# Sparaxis pillansii
Sparaxis pillansii är en irisväxtart som beskrevs av Harriet Margaret Louisa Bolus. Sparaxis pillansii ingår i släktet Sparaxis och familjen irisväxter. Inga underarter finns listade i Catalogue of Life.